# Нечеса, Павел Фёдорович
Павел Фёдорович Нечеса (Нечес; 1891 — 10 июня 1969) — советский организатор кинопроизводства, директор Киевской кинофабрики (1929—1930, 1933—1936).

## Биография
Родился в 1891 году в слободе Черненко (Чернявка) Курской губернии в бедной крестьянской семье.
В 1912—1917 годах служил в Черноморском флоте — матрос 1-й статьи, специалист-электрик. Летом 1917 года был выдвинут большевиками в материально-техническую комиссию флота, в качестве его «полномочного представителя» добывал для черноморцев оружие. В августе 1917 года вступил в РСДРП(б).
7 ноября 1917 года в Петрограде участвовал во взятии Зимнего дворца (находился на крейсере «Аврора» во время залпов по Зимнему дворцу). В годы Гражданской войны участвовал в боях с подразделениями Белой армии Краснова, Каледина, Корнилова, Деникина, с отрядами Петлюры и Махно. Командовал отрядами частей особого назначения. В одном из боёв был тяжело ранен.
После Гражданской войны — секретарь Миргородского уездного комитета партии, был делегатом X и XI съездов РКП(б), стал членом бюро Полтавского губкома и Всеукраинского центрального исполнительного комитета (ВУЦИК). В июле 1922 года был направлен на работу в кинематограф. Позже с улыбкой вспоминал: «До этого видел всего один фильм, и тот мне не понравился». В своих воспоминаниях говорил о трёх важных для него периодах работы в украинском немом кино: «Ялта, Одесский прокат и, наконец, школа кинопроизводства на Одесской фабрике».
С июля 1922 по 1923 год — заместитель директора Ялтинской кинофабрики. Вместе с директором кинофабрики Георгием Тасиным наладил производство художественных фильмов. Осенью 1923 года вслед за ним переехал в Одессу, где началось строительство кинофабрики. Через три месяца был назначен заведующим Одесским областным кинопрокатом. Организовал производство кинопроекционных аппаратов. С ноября 1925 года — директор Одесской кинофабрики. В своих воспоминаниях драматург Алексей Каплер так описал его появление:

Однажды к нам на студию явился новый директор — выдвиженец. Был он небольшого роста, но необычайно широк в плечах, длиннорук и коротконог. Глубоко вставленные глаза, выдвинутые вперед резкие скулы, грозный, не обещающий ничего хорошего подбородок. Кепка, сдвинутая на затылок, ярко-желтое кожаное пальто, надетое на голое тело. То есть брюки у директора имелись, и даже с гигантским клешем, но туловище почему-то, несмотря на жару, покрыто этим кожаным пальто. (…) Первое впечатление у нас было ужасное. Казалось, что этот человек, рисующий вместо подписи какие-то палки, погубит и студию и всех нас. (…) А когда он по-настоящему взял в руки студию, то оказался отличным директором — решительным, умным, умеющим разобраться во всех сложных творческих и организационных вопросах.
Поддержал начинающего режиссёра Александра Довженко. В докладе на конференции фотокинопредприятий, состоявшейся в Одессе в 1927 году, объявил неотложной задачей создание школы сценаристов. Выступил за необходимость украинизирования фильмов «не только в смысле надписей, но и со стороны содержания, давая сценарии из украинского быта и т. д.». Под псевдонимом Миргородский написал сценарий художественного фильма «Борислав смеётся» (1927).
Был назначен директором кинопроизводства — членом правления Всеукраинского фотокиноуправления (ВУФКУ). В мае 1929 года стал первым директором только что выстроенной Киевской кинофабрики. С 1930 по 1933 год учился в Киевском политехническом институте, с 1933 по 1936 год снова работал директором Киевской кинофабрики.
В 1936 году на общем собрании Александр Довженко обвинил его в «троцкизме», припомнив ему поддежку «троцкистского» фильма Абрама Роома «Строгий юноша».
В 1936—1937 годах — заместитель председателя Совнаркома Бурят-Монгольской АССР.
В 1937 году был арестован по делу о «контрреволюционном вредительстве бывших руководящих работников треста „Украинфильм“ и Киевской киностудии» и в 1938 году осуждён по статье 54-7 УК УССР. После смерти Сталина был реабилитирован.
С 1954 года работал директором кинокартин Киевской студии художественных фильмов («Девушка с маяка», «Ласточка», «Золотые руки» и др.), начальником дубляжного цеха.
Был членом Союза кинематографистов УССР. Первый почётный гражданин Миргорода (1967).
Его воспоминания были опубликованы в сборнике «Сквозь кинообъектив времени», вышедшем на украинском языке в киевском издательстве «Мистецтво» в 1970 году.
На фасаде здания Одесской киностудии в 2019 году была установлена мемориальная доска с именами всех репрессированных кинематографистов студии.